# وانغ تشونغ
وانغ تشونغ (بالصينية: 王翀) هو مخرج ومترجم صيني، ولد في 8 يناير 1982 في بكين في الصين.